# Küps
Küps est une commune de Bavière (Allemagne), située dans l'arrondissement de Kronach, dans le district de Haute-Franconie.

## Personnalités liées à la ville
- Weigand von Redwitz (1476-1556), prince-évêque né à Tüschnitz.
- Walter Wolfrum (1923-2010), aviateur né à Schmölz.